# Dachgeber
Der Dachgeber ist ein Netzwerk für Radfahrer, die als Touren- und Reiseradler unterwegs sind. Sinn und Zweck ist es, Radfahrern auf ihren Reisen ein kostenloses „Dach über dem Kopf“, also eine Übernachtungsmöglichkeit, anzubieten. Es ist ein privates, nicht-kommerzielles Projekt und basiert auf dem Gegenseitigkeitsprinzip. Nur wer selber grundsätzlich bereit ist, Radler auf Tour eine kostenfreie Unterkunft zu gewähren, kann das Verzeichnis bei seinen Radreisen in Anspruch nehmen. In Deutschland wird das System vom Allgemeinen Deutschen Fahrrad-Club (ADFC) unterstützt. Jährlich werden aktualisierte Adressenlisten verfasst, die an Mitglieder vergeben werden. Außerdem kann das System im Internet nach Übernachtungsadressen abgefragt werden.

## Entstehung
Ursprünglich stammt die Idee aus Australien und gelangte von dort nach Europa. Zwischenzeitlich waren es deutlich mehr Länder, doch mittlerweile findet sich dieses Prinzip nur noch in der Schweiz und in Frankreich.
International gewinnt inzwischen Warm Showers viele neue Mitglieder, eine Vermittlung von Schlafplätzen für Radfahrer ähnlich der Couchsurfing-Idee.
In Deutschland brachte Wolfgang Reiche die Idee des „Dachgebens“ 1985 von seiner Weltumradlung mit. In Australien war ihm ein ähnlicher Fahrradclub hilfreich. Über Mundpropaganda und Zeitungen verbreitete er die Idee, einen Dachgeberclub zu eröffnen, und sammelte Adressen von Interessierten. Als er 230 Adressen zusammen hatte, wurde 1987 das erste Dachgeberverzeichnis herausgebracht. Inzwischen sind rund 3.600 Mitglieder in dem Verzeichnis vermerkt, das als Broschüre und als pdf herausgegeben wird.